# بخش دهج
بخش دهج یکی از بخش‌های شهرستان شهر بابک در استان کرمان ایران است.

## تقسیمات کشوری
- بخش دهج
  - دهستان جوزم
  - دهستان خبر
  - دهستان دهج

شهر: دهج

## جمعیت
بنابر سرشماری مرکز آمار ایران، جمعیت بخش دهج شهرستان شهربابک در سال ۱۳۸۵ برابر با ۲۵۶۵۳ نفر بوده است.